# Mandara (Häuptling)

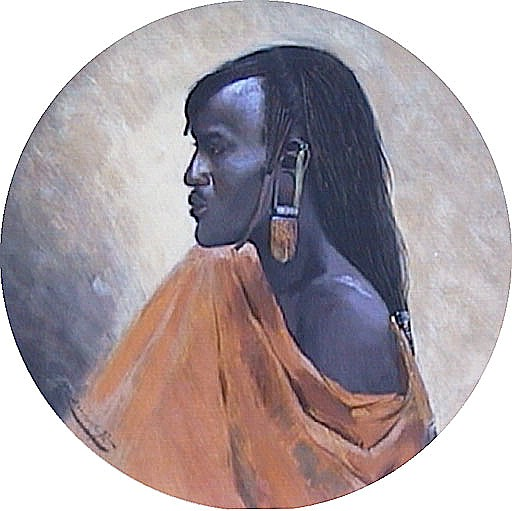
Bildnis Der Sultan Mandara von Moshi von Wilhelm Kuhnert (entstanden 1892)

Mandara, auch als Sultan von Moshi bezeichnet, (* 1845 in Moshi, heute Tansania; † November 1891 ebenda) war ein Regionalfürst der Volksgruppe der Chagga in Moshi am Südhang des Kilimandscharo. Er unterzeichnete 1885 einen Schutzvertrag mit der Deutsch-Ostafrikanischen Gesellschaft (DOAG).

## Leben
Mandara wurde 1845 geboren. Zu dieser Zeit bildete das Land der Chagga eine Gruppe von ca. 30 kleinen, selbständigen Staaten in der Gegend um den Kilimandscharo. Einer dieser Staaten war Moshi, der von Mandaras Mutter regiert wurde.
Als 1860 die Expedition von Karl Klaus von der Decken sich einen friedlichen Durchzug durch das Gebiet am Kilimandscharo sichern wollte, erhielten Mandara, seine Mutter und seine Verwandtschaft Halsbänder, Spiegel, Nähnadeln, Messer, Feilen sowie Tuch als Tribut für freies Geleit. Auch Mandaras Angebot, mit ihm Blutsbrüderschaft zu schließen, musste von der Decken annehmen, obwohl ihm die „unsaubere Ceremonie“ nicht behagte. Letztlich willigte er ein, um seine Reise zum Kilimandscharo, dessen Besteigung er am 29. November 1861 unternahm, fortsetzen zu können.
In seiner frühen Regierungszeit organisierte Mandara Kriegszüge gegen benachbarte Chagga-Gebiete, um im Auftrag arabischer Sklavenhändler Menschen zu rauben und in die Sklaverei zu verkaufen. Schnell wurde er wegen seines rücksichtslosen Vorgehens berüchtigt und schließlich von einer Koalition verbündeter Chagga-Häuptlinge aus Moshi vertrieben. Wenig später konnte er allerdings zurückkehren und die Herrschaft erneut übernehmen. An den Kriegszügen hielt er auch weiterhin fest. 1866 wurde sein Sohn Mangi Meli geboren.
In den folgenden Jahren erhielt Mandara von verschiedenen Reisenden Tribute für die Reisefreiheit in seinem Gebiet, so 1873 von dem englischen Missionar New, 1883 von dem schottischen Afrikareisenden Thomson und ein Jahr später von Henry Hamilton Johnston, der in seinem Werk Der Kilima-Ndjaro – Forschungsreise im östlichen Aequatorial-Afrika von der Begegnung mit Mandara berichtete und ihn auch bei einem seiner Kriegszüge unterstützte.
Im Wettlauf um koloniale Erwerbungen in Ostafrika verhandelte er zunächst mit Vertretern im Auftrag des Sultans von Sansibar Barghasch ibn Said, nahm eine große Geldsumme als Anzahlung für den Vertrag an und sandte die Vertreter zur Küste zurück, um weitere Vollmachten einzuholen. In der Zwischenzeit schloss er am 19. Juni 1885 in Moshi den Schutzvertrag mit Karl Ludwig Jühlke von der DOAG. In der Folge zeigte er sich den deutschen Kolonialherren gegenüber loyal und ließ die Errichtung einer Station der DOAG in Moshi zu.
Sehr zum Missfallen Mandaras quartierte sich Hans Meyer in Vorbereitung der Besteigung des Kilimandscharos 1887 bei Mandaras Konkurrenten Mareale ein.
1889 veranlasste Otto Ehrenfried Ehlers als Chef der Station Moshi Mandara, eine Gesandtschaft an den deutschen Kaiser Wilhelm II. zu entsenden. Zusammen mit dieser Mission traf Ehlers im Mai 1889 in Berlin ein und kehrte zwei Monate später zurück, um im Dezember die Geschenke des deutschen Kaisers an Mandara zu überbringen.
1890 hatte sich der Gesundheitszustand Mandaras drastisch verschlechtert, sodass er Hermann von Wissmann nur noch liegend empfangen konnte. Mandara verstarb schließlich im November 1891. Sein Sohn Meli übernahm die Herrschaft.